# Pseudorhombus diplospilus
Pseudorhombus diplospilus is een straalvinnige vissensoort uit de familie van schijnbotten (Paralichthyidae). De wetenschappelijke naam van de soort is voor het eerst geldig gepubliceerd in 1926 door Norman.